# Пилипенко, Константин Владимирович
Константин Владимирович Пилипе́нко (1926—2004) — советский, российский актёр театра, Народный артист РСФСР (1981), заслуженный артист Карельской АССР (1970).

## Биография
Родился в Ленинграде. Участник Великой Отечественной войны. В 1942 году ушёл добровольцем на фронт из блокадного Ленинграда, служил на Балтийском флоте.
По окончании войны работал на предприятиях Ленинграда. Окончил Ленинградскую театральную студию (класс А. В. Соколова) в 1959 году.
С 1959 года — ведущий актёр Русского драматического театра Карельской АССР.
Режиссёр ряда постановок и литературных программ, вёл театральную студию при Петрозаводском государственном университете. Сыграл более 150 ролей разного плана.
Снимался в кино. В 1973 в фильме «Прикосновение» / Pieskāriens воплотил на экране образ Булак-Балаховича. В 1995 снялся в фильме Освещенные молнией / Žaibo nušviesti (Литва).
Заслуженный артист Карельской АССР.
Заслуженный артист РСФСР (13.10.1975).
Народный артист РСФСР (17.11.1981).

## Основные роли в театре
- Адриан Блендербленд — «Миллионерша» Б. Шоу
- Александр Амилькар — «Месье Амилькар платит» И. Жамиака
- Альфред Илл — «Визит старой дамы» Ф. Дюрренматта
- Антон — «Потерянный сын» А. Арбузова
- Бенедикт — «Много шума из ничего» У. Шекспира
- Братишка — «Шторм» В. Н. Билль-Белоцерковского
- Веллер Мартин — «Игра в джин» Д. Л. Кобурна
- Виктор — «Варшавская мелодия» Л. Зорина
- Вилли Ломен — «Смерть коммивояжёра» А. Миллера
- Ганс Кифер — «Человек со звезды» К. Виттлингера
- Глухарь — «Два цвета» А. Зака, И. Кузнецова
- Городничий — «Ревизор» Н. В. Гоголя
- Грегори Соломон — «Цена» А. Миллера
- Семён Давыдов — «Поднятая целина» М. Шолохова, П.Дёмина
- Добротин — «Мария» А. Салынского
- Дэви — «Остров Афродиты» А. Парниса
- Ильин — «Пять вечеров» А. Володина
- Иорам Канделаки — «Закон вечности» Н. Думбадзе
- Караманчель — «Дон Хиль — зелёные штаны» Т. де Молины
- Константинов — «Жестокие игры» А. Арбузова
- Крутов — «Долги наши» Э. Володарского
- Максим Петров — «Традиционный сбор» В. Розова
- Марат — «Мой бедный Марат» А. Арбузова
- Маринваль — «Вызов забвению» Ж. Робера
- Мартьянов — «Совесть» Д. Павловой, В. Токарева
- Мегрэ — "В подвалах отеля «Мажестик» Ж. Сименона
- Миронов — «Дни нашей жизни» Л. Андреева
- Мишка — «Дни нашей жизни» Л. Андреева
- Мультик — «Вечер» А. Дударева
- Мурзавецкий — «Волки и овцы» А. Н. Островского
- Муромский — «Свадьба Кречинского» А. В. Сухово-Кобылина
- Мюнхгаузен — «Самый правдивый» Г. Горина
- О’Крэди — «Дипломат» С. Алёшина
- Орлиев — «Любить и верить» Д. Гусарова, И. Штокбанта
- Петербоно — «Бал воров» Ж. Ануя
- Петровский — «Большевики» М. Шатрова
- Рябинин — «Человек со стороны» И. Дворецкого
- Сантехник — «А поутру они проснулись» В. Шукшина
- Тарелкин — «Смерть Тарелкина» А. В. Сухово-Кобылина
- Тартюф — «Тартюф» Ж.-Б. Мольера
- Темин — «Высшая мера» В. Арро
- Тимофеев — «Соловьиная ночь» В. Ежова
- Торчиков — «Заглянуть в колодец» Л. Волчека
- Чинков — «Территория» О. Куваева
- Шарль — «Шестой этаж» А. Жери
- Якорев — «Последние» М. Горького
- Эзоп — «Лиса и виноград» («Эзоп») Г. Фигейредо
- Неуедёнов — «Женитьба Белугина» А. Островского